# Franklin, New Hampshire

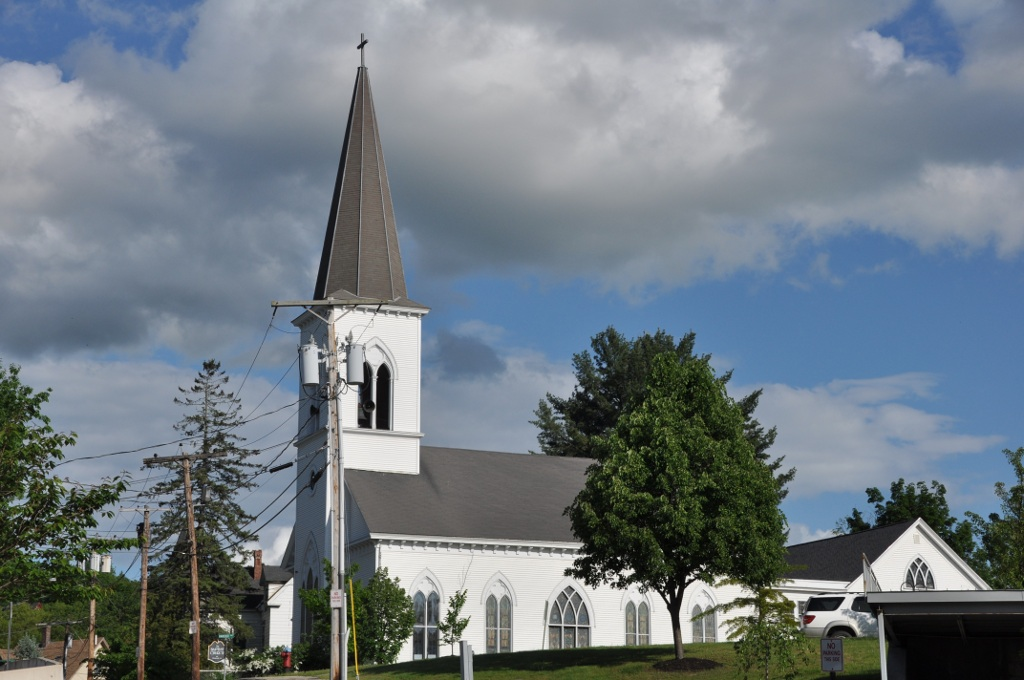
Baptistkyrka.

Franklin är en stad i Merrimack County i delstaten New Hampshire, USA med 8 477 invånare (2010). Staden har fått sitt namn efter Benjamin Franklin. 

### Fotnoter
1. ↑  ”Franklin city, New Hampshire” (på engelska). American Factfinder. 13 mars 2010. Arkiverad från originalet den 29 januari 2017. https://web.archive.org/web/20170129212537/https://factfinder.census.gov/faces/tableservices/jsf/pages/productview.xhtml?src=bkmk. Läst 9 september 2017.